# Améthyste (1753)
Pour les articles homonymes, voir Améthyste (homonymie).
L'Améthyste était une frégate portant 30 canons, construite par Geoffroy cadet en 1753 à Brest et lancée en 1754. Elle fut mise sur cale pendant la vague de construction qui sépare la fin de guerre de Succession d'Autriche (1748) du début de la guerre de Sept Ans (1755). L’Améthyste était armée de vingt-six canons de 8 livres sur son pont principal et de quatre canons de 4 livres sur ses gaillards. Elle fut intensément utilisée pendant la guerre de Sept Ans et termina sa carrière à Saint-Domingue en 1771.

## Carrière
En 1755, alors que la guerre menaçait entre la France et l'Angleterre, l’Améthyste fut armée à Brest sous les ordres de Du Bot de Loan. Pour sa première mission, elle fut intégrée dans la petite escadre (6 vaisseaux et 3 frégates) aux ordres du lieutenant général Macnemara qui devait escorter 18 bâtiments portant des renforts pour le Canada (aux ordres, elle, de Dubois de La Motte). Les ordres de Macnemara étant de prendre le moins de risque possible face aux forces anglaises, il se contenta de faire une croisière sur les côtes avant de rentrer (3 mai-20 mai 1755), laissant Dubois de La Motte terminer seul la mission. 
En 1757, l’Améthyste effectua des missions de transport à la Martinique. Le 11 août 1759, elle escorta un convoi de 16 navires marchands de la Martinique à l’île de Saint-Eustache. À cette occasion, elle fut endommagée au combat contre deux navires anglais. En 1760, elle revint à Lorient. En 1761, elle fut armée en course et captura le navire anglais Dame Auguste sur la route du Sénégal (28 avril). Elle captura ensuite l’York (12 canons), puis l’America (14) et enfin le Blackburn (14) . Elle rançonna aussi des navires négriers sur la côte d’Afrique occidentale. De janvier à septembre 1762, l’Améthyste fut mise en carénage à Saint-Domingue pour être finalement retirée du service en février 1763. Laissée sur place comme ponton, elle fut démolie en 1771.